# Renice
renice — UNIX-утилита, позволяющая изменить приоритет запущенных задач. Привилегированный пользователь (root) может указать отрицательное смещение. Команда renice может смещать приоритет в диапазоне от -20 (наивысший приоритет) до 19 (низший приоритет) от текущего. Для изменения значения приоритета отдельных процессов достаточно перечислить их идентификаторы. Для изменения приоритета всех процессов какого-либо пользователя необходимо указать флаг -u. В этом случае значения идентификаторов после флага -u будут интерпретироваться как идентификаторы пользователей. Можно задавать как числовые, так и символьные идентификаторы пользователей.

## Синтаксис
```
renice [новое_значениеприоритета] [список_идентификаторов] [-u идентификатор_пользователя]
renice [-n смещение_приоритета] [список_идентификаторов] [-u идентификатор_пользователя]
```

Например, следующая команда выставит приоритет 10 процессу с идентификатором 123:
```
renice -n 10 123
```

Для задания приоритета при запуске процессов используется команда оболочки или утилита nice.